# Novembers Doom
Novembers Doom (англ. Листопадова приреченість) — американський дум-дез-метал гурт з міста Чикаго. Створений у 1989 році під назвою Laceration.

## Історія гурту

### 1989—1995
У 1989 році створено треш/дез-метал гурт Laceration (англ. Розрив) у складі:
- Пол Кур Третій — вокал
- Стів Ніколсон — гітара
- Майк Леджер — бас-гітара
- Джим Доблескі — ударні

У 1992 році гурт вирішив змінити стилістику на дум-дез-метал. Відповідно до нового стилю змінено назву на Novembers Doom.

1995 року італійська компанія Regress Records видала двопісенне демо гурту Her Tears Drop (англ. Її сльози падають), завдяки якому підписано договір з AvantGarde Records. 

Того ж року видано альбом Amid Its Hallowed Mirth (англ. Серед його священних веселощів). Записаний на Breakthrough Studio. Зпродюсований Джимом Гарві, Роном Рейдом і Novembers Doom. (2001 Dark Symphonies та 2008 The End Records перевидали цей альбом з новим оформленням та бонус-треками). Склад гурту до того часу оновився:
- Пол Кур Третій — вокал
- Стів Ніколсон — гітара, бас-гітара
- Джо Ернандес — ударні
- Кеті Джо Гейна — вокал

### 1997—1999
1997 року гурт на Martyr Music видав 3-пісенний EP For Every Leaf That Falls (англ. Кожному листку, що падає). Він отримав добрі рецензії. Склад запису:
- Пол Кур Третій — вокал
- Кеті Джо Гейна — вокал
- Ерік Бьорнлі — гітара
- Мері Біліч — бас-гітара
- Еббес Джеффері — ударні
- Ерік Кікке — гітара
- Браян Гріффін — вокал на треку 3

EP записаний під керівництвом Браяна Гріффіна.

1999 року Novembers Doom видали альбом Of Sculptured Ivy and Stone Flowers (англ. Різбленого плюща та кам'яних квітів). Керував записом знову Браян Гріффін. Всі тексти альбому написані Полом Куром, музика — Еріком Бьорнлі. Пісня «Forever with Unopened Eye» написана Біліч, Бьорнлі та Кікке. Пісня «Before the Wind» написана Пьотровскі. Отож, склад запису:
- Пол Кур Третій — вокал
- Кеті Джо Гейна — вокал
- Ерік Бьорнлі — гітара, вокал на треку 10
- Мері Біліч — бас-гітара
- Саша Горн — ударні
- Ерік Кікке — гітара на треку 9
- Браян Гріффін — вокал на треку 10
- Марк Пьотровскі — клавішні на треку 6

2008 року альбом перевидано The End Records з новим оформленням та бонус-треками.

### 2000—2002
У листопаді 2000 на Dark Symphonies видано альбом The Knowing (англ. Знання). Продюсований Novembers Doom, зведений Крісом Дюрічічем на Studio One, обкладинка — Тревіс Сміт, дизайн — Пол Кур, аранжування — Novembers Doom, музика — Ерік Бьорнлі та Лоуренс Робертс, тексти — Пол Кур. Склад запису:
- Пол Кур Третій — вокал
- Ерік Бьорнлі — гітара, клавішні
- Мері Біліч — бас-гітара
- Лоуренс Робертс — гітара
- Джо Нунес — ударні, перкусія
- Сара Вілсон — вокал
- Софі Копецкі — голос

2000 року Novembers Doom записали альбом To Welcome the Fade (англ. Привітати зникнення) під керівництвом номінанта Греммі Ніла Кернона. Помічник Ніла — Джастін Ліа, записано на «Sonic Ranch», зведення — Реймон Бретон, обкладинка — Тревіс Сміт, оформлення — Пол Кур, аранжування — Novembers Doom, музика — Ерік Бьорнлі та Лоуренс Робертс, пісня «Within My Flesh» написана Еріком Бьорнлі, Роном Гольцнером та Лоуренсом Робертсом, тексти — Пол Кур. Зведена на «Ocean View». Склад запису:
- Пол Кур Третій — вокал
- Ерік Бьорнлі — гітара, клавішні
- Лоуренс Робертс — гітара
- Джо Нунес — ударні, перкусія
- Браян Гордон — бас-гітара
- Нора О'Коннер — вокал
- Ніл Кернон — гітара на треку 10, клавішні на треку 5.

Цей альбом журнал Metal Maniacs назвав найкращим метал-альбомом року, Novembers Doom були зображені на обкладинці січня 2003.

Альбом 2004 перевидано The End Records з цілим диском бонусного матеріалу. 2005 перевидано Blackend Records для Європи.

### 2004—2005
2004 року гурт проводить успішне турне США разом із The Gathering.

18.11.2004 гурт самостійно видає збірку старого матеріалу Reflecting In Grey Dusk (англ. Відображення в сірих сутінках).

8.03.2005 на The End Records вийшов п'ятий альбом Novembers Doom. Він, мабуть, шокував прихильників раннього матеріалу — на альбомі дум-метал як такий майже відсутній, тепер гурт грає дез-метал.

Альбом продюсований Novembers Doom та Крісом Дюрічічем, зведення — Дан Свано у «Square One», мастерінг — Джеймс Мерфі у «The Safe Room», музика та аранжування — Novembers Doom, тексти — Пол Кур, оформлення — Аттіла Кіс, фото — Марк Коутсворт. Склад запису:
- Пол Кур Третій — вокал
- Лоуренс Робертс — гітара, клавішні
- Джо Нунес — ударні, перкусія
- Віто Маркезе — гітара
- Марк ЛеГрос — бас-гітара
- Дан Свано — гітара (соло в кінці треку 4)
- Ерік Бьорнлі — клавішні
- Томмі Крушанеллі — клавішні

### 2006—2008
20.02.2007 — реліз альбому The Novella Reservoir (англ. Водойма новел). Він продовжив стилістичну лінію попереднього релізу.

Продюсований Novembers Doom та Крісом Дюрічічем, інжинірінг — Кріс Дюрічіч, зведення — Дан Свано у «Square One», мастерінг — Джеймс Мерфі у «The Safe Room», музика та аранжування — Novembers Doom, тексти — Пол Кур, Оформлення — Тревіс Сміт, фото — Марк Коутсворт. Склад запису:
- Пол Кур Третій — вокал
- Лоуренс Робертс — гітара
- Джо Нунес — ударні, перкусія
- Віто Маркезе — гітара
- Кріс Дюрічіч — бас-гітара
- Ед «Шредді» Бі — клавішні

5.08.2008 — реліз DVD на The End Records концерту в Бельгії The Novella Vosselaar: Live in Belgium. В нього також ключені офіційні промо-відео на композиції «Rain» (англ. «Дощ»), «Autumn Reflection» (англ. «Осінні думи») та «The Pale Haunt Departure», а також фен-відео на пісні «Twilight Innocence» (англ. «Сутінкова невинність»), «Dark World Burden» (англ. «Тягар темного світу»), «Broken» (англ. «Зламаний») та «The Lifeless Silhouette» (англ. «Мертвий силует»).

### 2009-
7.07.2009 — реліз альбому Into Night's Requiem Infernal (англ. В ночі реквієм пекельний). Записаний під керівництвом Кріса Дюрічіча та зведений Даном Свано. Склад запису:
- Пол Кур Третій — вокал
- Лоуренс Робертс — гітара, вокал
- Віто Маркезе — гітара
- Кріс Дюрічіч — бас-гітара
- Саша Горн — ударні

## Склад гурту

### Поточний склад
- Пол Кур Третій — вокал (1989-)
- Лоуренс Робертс — гітара, вокал (2000-)
- Віто Маркезе — гітара (2003-)
- Кріс Дюрічіч — бас-гітара (2006-)
- Саша Горн — ударні (1999, 2008-)

### Колишні учасники
- Стів Ніколсон — гітара, бас-гітара (1989—1996)
- Майк Леджер — бас-гітара (1989—1995)
- Джим Доблескі — ударні (1989—1995)
- Джо Гернандес — ударні (1995)
- Кеті Джо Гейна — вокал (1995—1997)
- Мері Біліч — бас-гітара (1997—2002)
- Еббес Джеффері — ударні (1997)
- Ерік Бьорнлі — гітара, клавішні (1999—2003)
- Джо Нунес — ударні, перкусія (2000—2008)
- Марк ЛеГрос — бас-гітара (2003—2004)

## Дискографія
| Назва                                  | Тип                | Рік  |
| -------------------------------------- | ------------------ | ---- |
| Her Tears Drop                         | Демо               | 1995 |
| Amid Its Hallowed Mirth                | Повноцінний альбом | 1995 |
| For Every Leaf That Falls              | EP                 | 1997 |
| Of Sculptured Ivy and Stone Flowers    | Повноцінний альбом | 1999 |
| The Knowing                            | Повноцінний альбом | 2000 |
| To Welcome the Fade                    | Повноцінний альбом | 2002 |
| Reflecting In Grey Dusk                | Компіляція         | 2004 |
| The Pale Haunt Departure               | Повноцінний альбом | 2005 |
| The Novella Reservoir                  | Повноцінний альбом | 2007 |
| The Novella Vosselaar: Live in Belgium | DVD запис концерту | 2008 |
| Into Night's Requiem Infernal          | Повноцінний альбом | 2009 |
| Aphotic                                | Повноцінний альбом | 2011 |

## Інші гурти/проекти учасників

### Пол Кур
- Subterranean Masquerade — вокал, прогресивний метал/психоделічний рок
- Earthen — вокал (2006-), фолк-метал/готичний метал/ембієнт
- These Are They — вокал (2008-), дез-метал
- Em Sinfonia — вокал, дум-метал/дез-метал

### Лоуренс Робертс
- Shades of Grey — гітара (?-1991), технічний треш-метал
- Neurotoxin — вокал, гітара, бас-гітара (?-1994), треш-метал
- Dead Serenade — гітара, дум-метал/дез-метал

### Кріс Дюрічіч
- Malevolence — гітара, вокал
- Jungle Rot — бас-гітара, дез-метал
- Hurtlocker — бас-гітара, треш-метал/металкор
- Earthen — гітара (2006-), фолк-метал/готичний метал/ембієнт

### Саша Горн
- Palace Terrace — ударні (2007-), прогресивний метал
- These Are They — ударні (2008-?), дез-метал